# Федотов, Аркадий Григорьевич
Аркадий Григорьевич Федотов (8 ноября 1893 — 17 июля 1916) — российский военный лётчик, участник Первой мировой войны. Кавалер ордена Святого Георгия 4-й степени (1917) и  Георгиевского оружия (1917).

## Биография
Аркадий Григорьевич Фёдоров родился 8 ноября 1893 года в православной семье личных потомственных граждан. Получил восьмиклассное образование в Сестрорецком училище.   
18 сентября 1914 года вступил на службу в Российскую императорскую армию рядовым солдатом, служил в 1-й авиационной роте. 17 января 1915 года был произведён в ефрейторы, 15 мая 1915 года в младшие унтер-офицеры. 3 июня 1915 года сдал экзамены при Офицерской воздухоплавательной школе (в том числе и на теоретический авиационных курсах при Петроградском политехническом институте) на чин прапорщика инженерных войск. 28 июня того же года был произведён в прапорщики. С 29 сентября 1915 года служил лётчиком-наблюдателем в 3-м корпусном авиационном отряде, а с 5 октября 1915 года был штатным наблюдателем в 1-м корпусе авиационном отряде.
17 июля 1916 года Аркадий Фёдоров получил тяжёлое ранение во время боя с немецким самолётом типа «Фоккер». Скончался 19 июля от полученных ранений. 5 мая 1917 года был произведён в подпоручики, в тот же день был награждён орденом Святого Георгия 4-й степени.

## Награды
Аркадий Григорьевич Федотов был пожалован следующими орденами:
- Орден Святого Георгия 4-й степени (Приказ по армии и флоту от 5 мая 1917)
— «за то, что во время воздушной разведки 17-го июля 1916 г., летая на аппарате системы "Вуазен " и будучи, после сильного обстрела неприятельской артиллерией атакован в районе д.Гниловоды германским аппаратом системы "Фоккер ", после упорного боя сбил его. Сам же был смертельно ранен 2 пулями противника, из которых одна была разрывная»;
- Георгиевское оружие (Приказ по армии и флоту от 10 апреля 1917)
— «за то, что, состоя в 3-м корпусном авиационном отряде, 15-го июня 1916 г., будучи наблюдателем и вылетев в направлении стан.Подгайцы, выдержал пулеметный бой с неприятельским аппаратом, который повредил наш самолет (были перебиты 3 троса, поддерживающие крылья) и, невзирая на это, проник с опасностью для жизни в район расположения противника, произвел разведку, доставил своевременно сведения особой важности (фотографии укреплений противника) и тем способствовал удачным действием 2-го армейского корпуса»
- Орден Святой Анны 4-й степени с надписью «За храбрость» (Приказ по армии и флоту от 19 июня 1917) 
— ««за воздушные разведки в феврале и марте 1916 года»